# Flugplatz Groß Mohrdorf

i7
i11
i13
Der Flugplatz Groß Mohrdorf war ein deutscher Reserveflugplatz (Dezentralisierungsflugplatz) der Nationalen Volksarmee der DDR nahe Groß Mohrdorf. Der Flugplatz ist geschlossen.

## Geschichte
Der Flugplatz mit der Objektnummer 01/914 der Nationalen Volksarmee (NVA) war zunächst eine Gras-Start- und Landebahn mit befestigten Startköpfen. Mit dem Bau wurde etwa 1967 begonnen, Ende 1969 war ein Munitionslager (Bunker vom Typ FB-3/M) fertiggestellt worden. Im Juni 1974 wurde der Flugplatz in Betrieb genommen.
Der als Dezentralisierungsflugplatz genutzte Flugplatz war für das am Flugplatz Peenemünde stationierte Jagdfliegergeschwader 9 sowie, geplant ab 1992, das am Flugplatz Laage stationierte Marinefliegergeschwader 28 vorgesehen.
Ende der 1980er-Jahre wurde der Flugplatz durch das Arbeitskommando 3 des Flugplatz-Pionierbataillons 14 (FPiB-14) „Franz Dahlem“, Potsdam, ausgebaut und eine befestigte Beton-Start- und Landebahn geschaffen. Mit dem Ende der DDR wurden die Bauarbeiten, die zu etwa 70 Prozent fortgeschritten waren, beendet. Etwa 15 Bunker vom Typ FB-3/M wurden angelegt.
Im Oktober 1990 übernahm die Bundeswehr das Objekt, es wurde fortan bis 1995 als Lager der Material Depot Service Gesellschaft mbH (MDSG) für Fahrzeuge der NVA genutzt. Seit Mai 1996 ist ein Teil des Geländes an einen Landwirtschaftsbetrieb verpachtet. Für die Anlage einer Photovoltaik-Freiflächenanlage wurde etwa im Jahr 2010 die Unterkunftszone abgerissen. Von 2005 bis 2013 nutzte die Flugabwehrraketengruppe 21 (FlaRakGrp 21) das Flugplatzgelände als Friedens- und Ausbildungsstellung für das Flugabwehr-Raketensystem MIM-104 Patriot.
Das Rufzeichen im Flugfunk lautete „Greif“. Als Flugplatznummer war zunächst 2092, später 2132 vergeben. Der Platz besaß weder Shelter noch Eisenbahnanschluss.
Der Flugplatz ist außer Betrieb. Im Dezember 2023 nutzte die Hochschule Stralsund das Gelände für den Test ihrer Rakete SIREN.

## Bilder

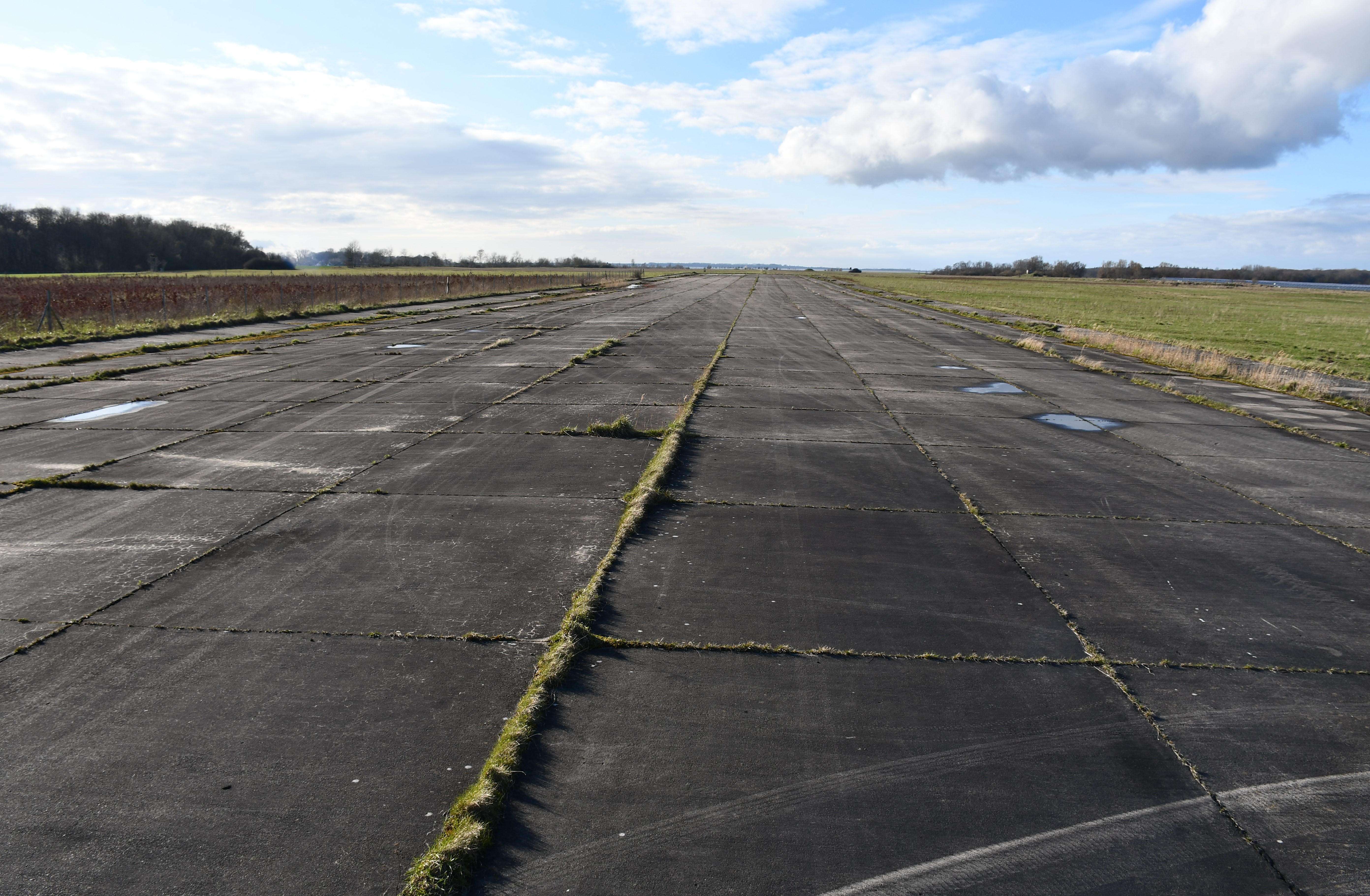
Beton-Start- und Landebahn, Blick Richtung NW zum Barther Bodden
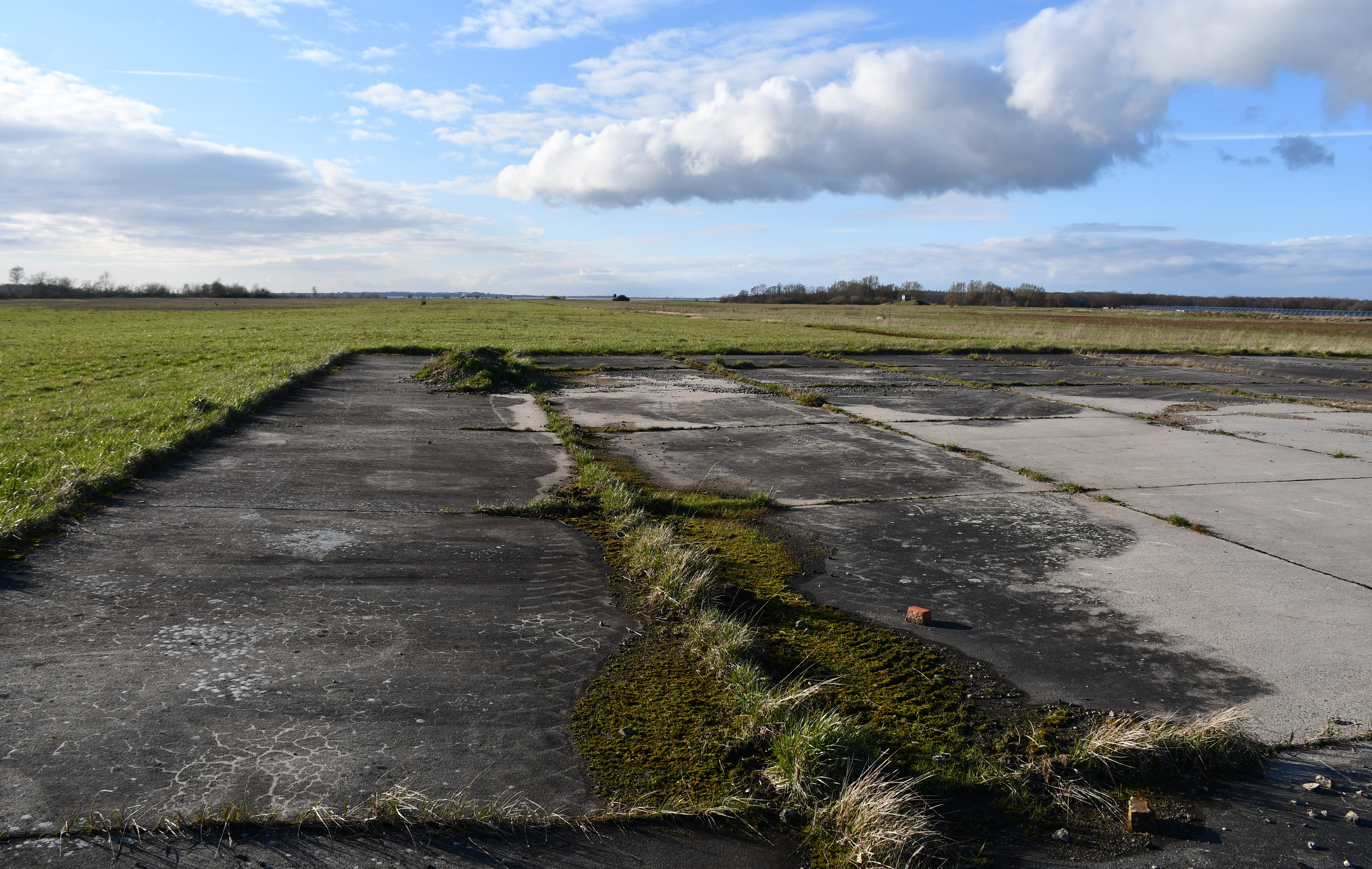
Nicht fertiggestellter Teil der Beton-Start- und Landebahn, Blick Richtung NW
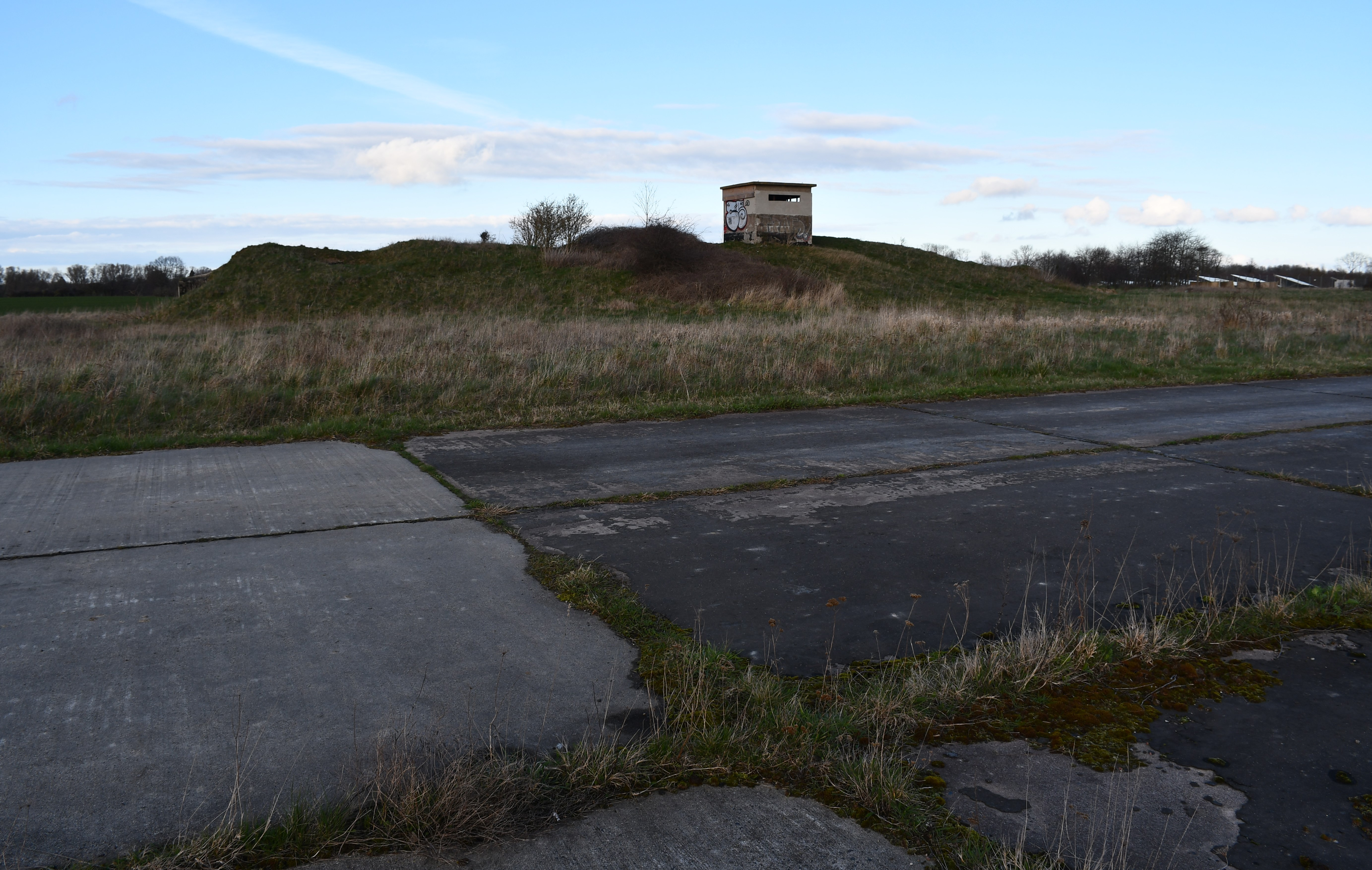
Ringrollbahn und Startkommandopunkt, Blick Richtung ONO
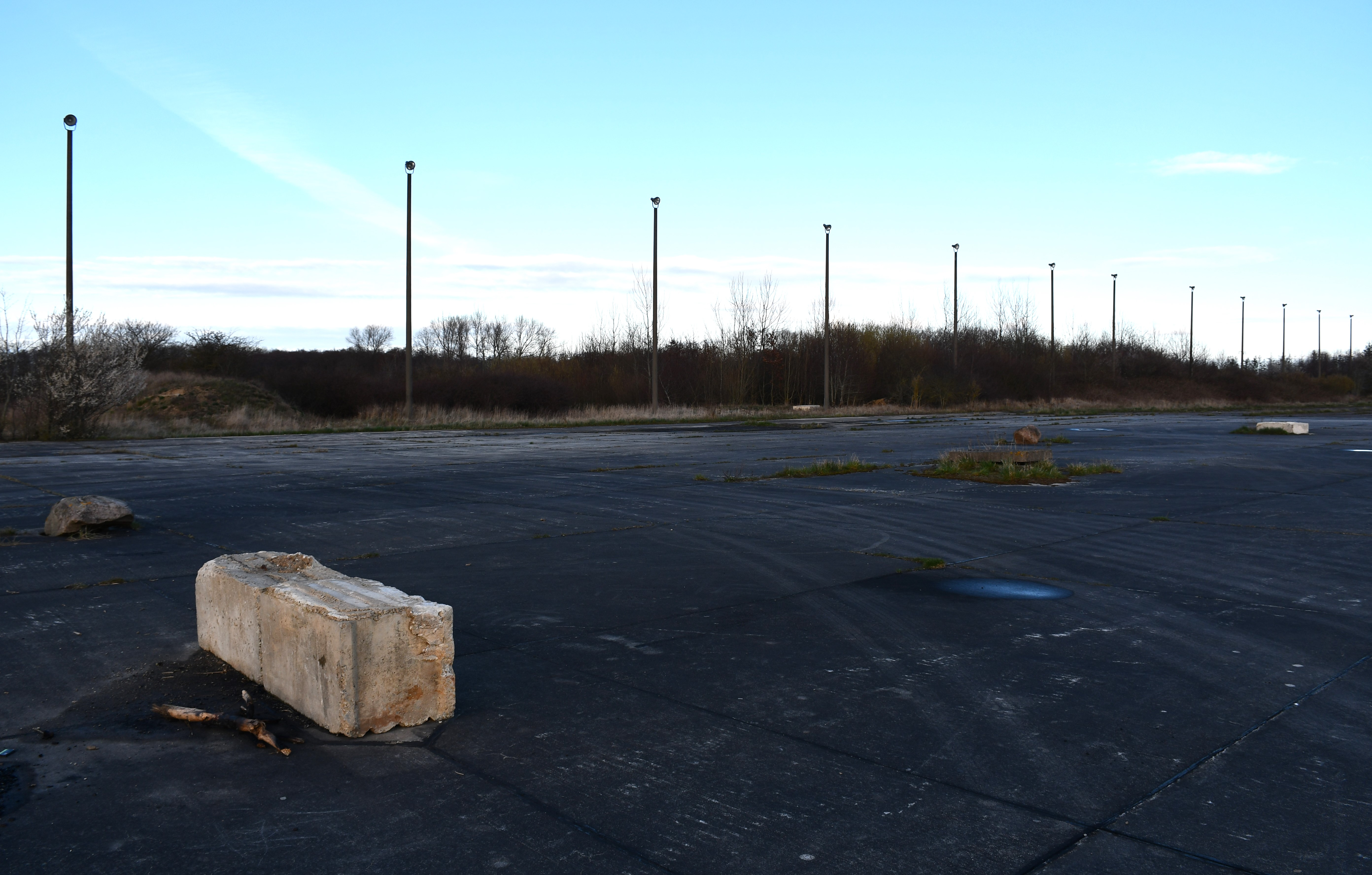
Appellplatz mit Beleuchtungsanlage, Blick Richtung O
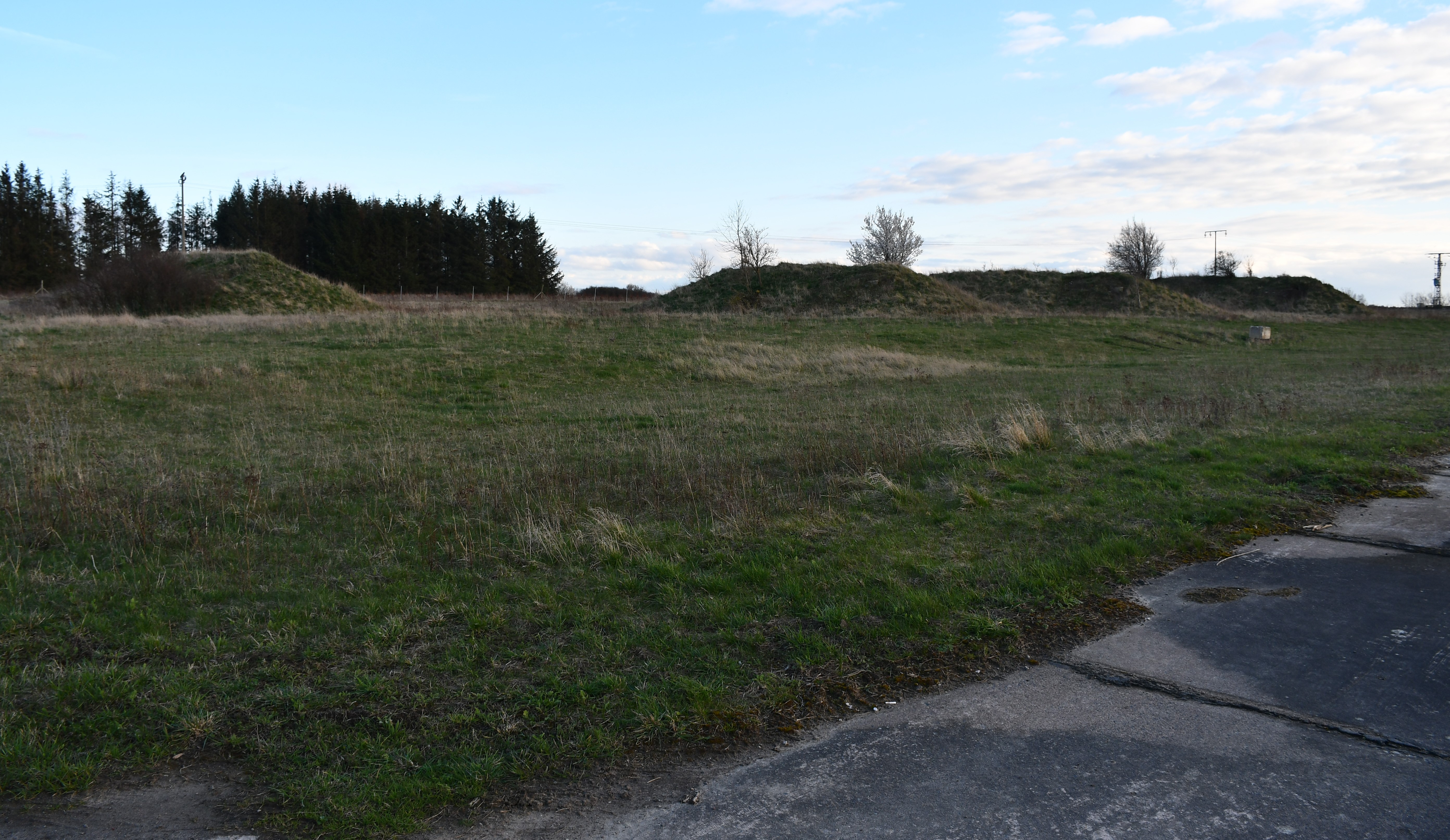
Mannschaftsbunker, Blick Richtung SO
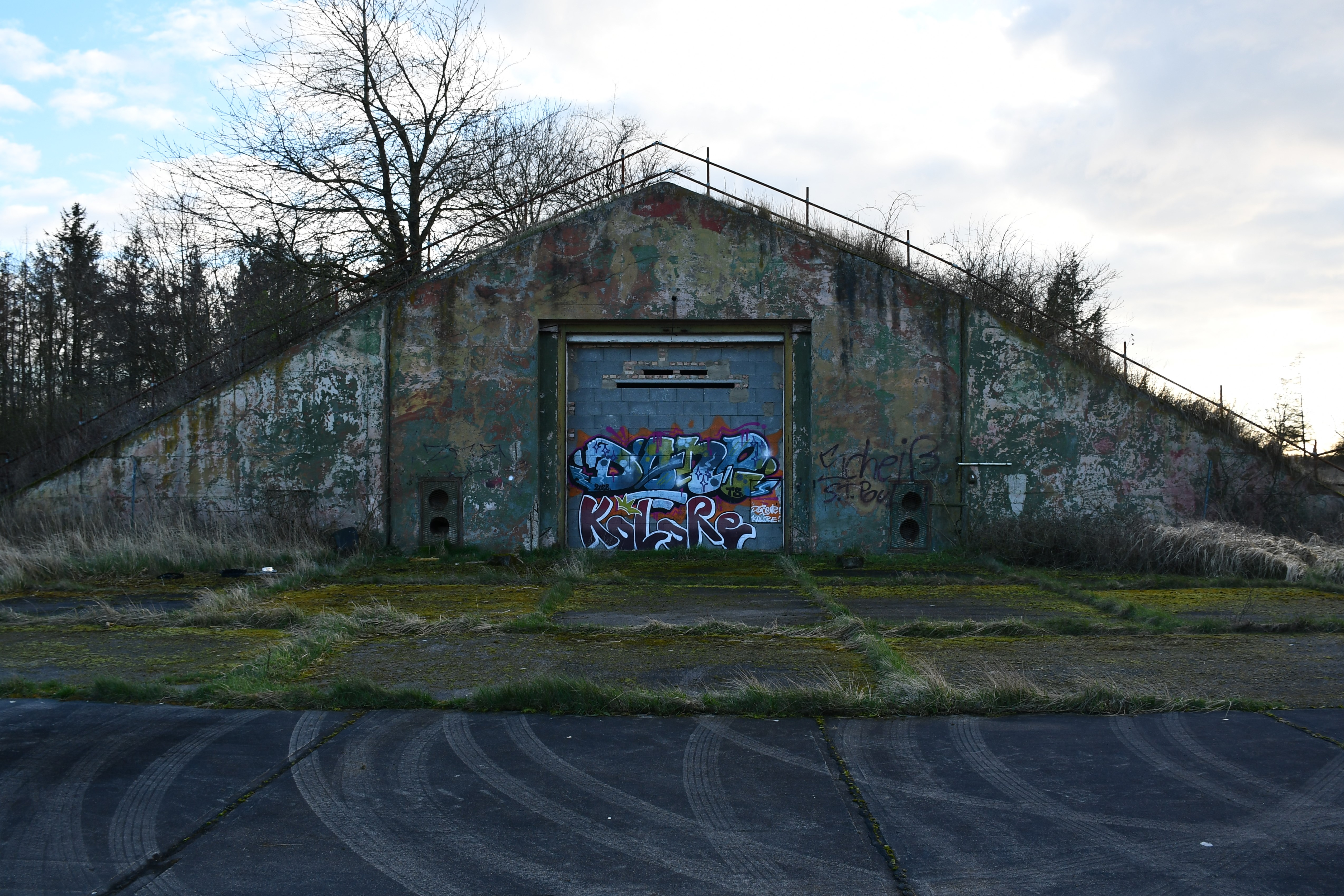
Munitionslager (Bauwerk MH-168, 18,5 × 9,1 m), Blick Richtung SW